# Trubeckoj
Trubeckoj je priimek več oseb:
- Trubecki (rus. Трубецки́е), litovsko-ruska plemiška (knežja) rodbina
- Igor (Nikolajevič) Trubeckoj (1912 – 2008), francoski športnik (alpski smučar, kolesar in dirkač), ruski plemič ("princ")
- Nikolaj Justinovič Trubeckoj, sovjetski general
- Nikolaj Sergejevič Trubeckoj (Nikolai Sergeyevich Trubetzkoy/Никола́й Серге́евич Трубецко́й) (1890 – 1938), rusko-češki jezikoslovec in zgodovinar, slavist
- Pavel Petrovič Trubeckoj (1866 – 1938), ruski kipar v Italiji